# Siyanda Mohutsiwa
Siyanda Mohutsiwa (sinh năm 1993) là một nhà văn và diễn giả trào phúng được quốc tế công nhận từ Botswana. Cô ấy đã tạo ra hashtag châm biếm # IfAfricaWasABar đã lan truyền vào mùa hè năm 2015. Cô tự mô tả mình là một người theo chủ nghĩa liên minh châu Phi.
Cô ấy đến với hội thảo TED talk với chủ đề "Is Africa's Future Online?" vào tháng 11 năm 2015 và một chủ đề khác "How young Africans found a voice on Twitter" ("Làm thế nào những người trẻ châu Phi tìm thấy tiếng nói trên Twitter'')  vào tháng 2 năm 2016.

## Đầu đời
Katlo Siyanda Mohutsiwa sinh năm 1993 tại Swaziland, nơi mẹ cô được sinh ra và chuyển đến Botswana, nơi cha cô đến khi cô còn rất nhỏ. Ngôn ngữ ban đầu của cô là tiếng SiSwati, nhưng việc chuyển chỗ không chỉ làm thay đổi ngôn ngữ của cô, mà còn mang lại cho cô ý thức về việc mất đi bản sắc Swazi, đã trở thành một phần lịch sử của châu Phi. Khi cô chuyển đến Botswana, Mohutsiwa đã mất khả năng nói tiếng SiSwati và trở thành một người nói tiếng Setswana.

## Giáo dục
Mohutsiwa tốt nghiệp Cử nhân Khoa học về toán học tại Đại học Botswana vào tháng 10 năm 2016.

## Viết lách
Mohutsiwa bắt đầu viết từ khi năm tuổi và đến mười hai tuổi có đã bài trên một tờ báo quốc gia. Năm mười sáu tuổi, cô đã viết một blog về các vấn đề như nhận thức của người da đen, kinh tế học phát triển, nữ quyền và chủ nghĩa liên minh châu Phi. Blog đã được nêu lên bởi một số đài phát thanh quốc tế, bao gồm cả BBC. Năm 2013, Mohutsiwa được mời đóng góp blog cho Zanews, một trang web bình luận quốc tế xuất phát từ Nam Phi. Cô cũng là cộng sự cho tờ Mail & Guardian, Siyanda Mohutsiwa là người có tiếng nói lớn trong các bài viết truyền thông xã hội từ 2014. Cô là một phóng viên thanh niên đặc biệt của UNICEF, chuyên viết về chủ đề việc làm thanh niên, HIV, áp lực ngang hàng và một số chủ đề khác. Là một người chuyên trách về các vấn đề của giới trẻ, Mohutsiwa đã đóng vai trò diễn giả vinh dự trong các hội nghị, như Hội nghị về AIDS Quốc tế lần thứ 21 được tổ chức tại Durban, Nam Phi. Tuy vậy, hầu hết các bài của cô được viết trên Twitter, nơi cô bắt kịp các xu hướng truyền thông xã hội và tham gia vào các cuộc đối thoại cộng đồng trực tuyến. Vào tháng 1 năm 2014, cô bắt đầu hashtag châm biếm #africannationsinhighschool, được gắn thẻ hơn 50.000 lần.